# Arman Kirakosjan

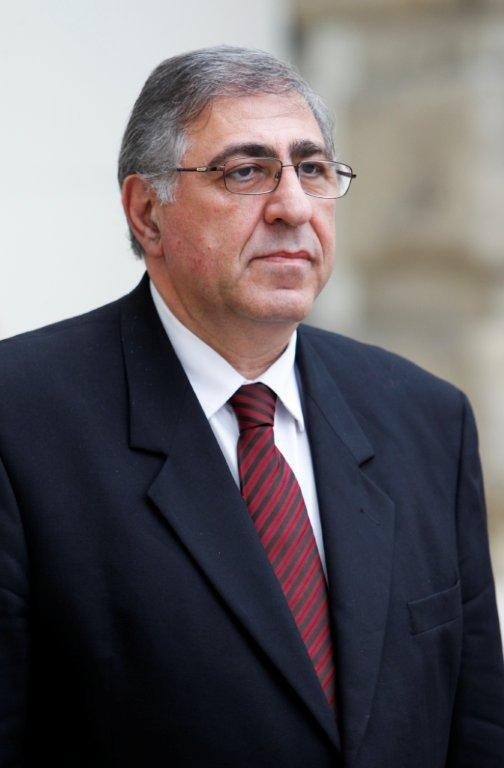
Arman Kirakosjan (2012)

Arman Kirakosjan (armenisch Արման Կիրակոսյան, englisch Arman Kirakosyan, * 10. September 1956 in Jerewan, Armenische SSR, Sowjetunion; † 6. Juli 2019 in Jerewan, Republik Armenien) war ein armenischer Botschafter, Vize-Außenminister und Ständiger Vertreter Armeniens bei den Vereinten Nationen. Als kommissarischer Außenminister wirkte er zwischen November 1992 und Februar 1993.

## Werdegang
1977 schloss Kirakosjan sein Studium an der Fakultät für Geschichte und Geographie des Armenischen Pädagogischen Instituts „Chatschatur Abowjan“ in Jerewan ab. Nach der Unabhängigkeit Armeniens von der Sowjetunion 1991 arbeitete er noch ab demselben Jahr für das armenische Außenministerium. Zwischen November 1992 und Februar 1993 übte er die Funktion des Außenministers kommissarisch aus, bevor Wahan Papasjan als dieser berufen wurde.
In den Jahren 1994 bis 1999 diente er als Außerordentlicher und Bevollmächtigter Botschafter Armeniens in Griechenland, ab März 1999 war er Doyen in Athen, Griechenland, sowie in Zypern, Slowenien, Kroatien, Albanien und der Bundesrepublik Jugoslawien.
Zwischen 1999 und 2005 war er als Außerordentlicher und Bevollmächtigter Botschafter Armeniens in den USA tätig. Von April 2005 bis Oktober 2011 diente er als Stellvertretender Außenminister Armeniens. 2011 wurde er zum Außerordentlichen und Bevollmächtigten Botschafter Armeniens in Österreich ernannt.
Am 28. November 2018 wurde er von diesem Posten sowie vom Posten des Leiters der armenischen Mission bei der OSZE und vom Posten des Ständigen Vertreters Armeniens im UN-Büro in Wien und bei anderen internationalen Organisationen abberufen, um fortan als Außerordentlicher und Bevollmächtigter Botschafter Armeniens im Vereinigten Königreich zu dienen.
Nach nicht ganz einem Jahr als Botschafter in Großbritannien verstarb Kirakosjan plötzlich am 6. Juli 2019 im Alter von 63 Jahren und wurde im Pantheon des Jerewaner Stadtfriedhofs beigesetzt.

## Ehrungen und Auszeichnungen
- Ehrenmedaille der Republik Armenien (posthum 2019)[3]